# 마카비 네타냐 FC
마카비 네타냐 FC(히브리어: מועדון כדורגל מכבי נתניה)는 네타냐를 연고로 하는 이스라엘의 축구 클럽이다. 현재는 이스라엘의 1부 축구 리그인 리갓 하알에 참가하고 있다.

## 성적
- 리갓 하알: 우승 5회 (1970–71, 1973–74, 1977–78, 1979–80, 1982–83), 준우승 5회 (1974-75, 1981–82, 1987–88, 2006–07, 2007–08)
- 리가 레우밋: 우승 2회 (1941-42, 1998–99), 준우승 2회 (1963-64, 2004–05)
- 이스라엘 스테이트컵: 우승 1회 (1977-78), 준우승 2회 (1953-54, 1969–70)
- 이스라엘 리그컵: 우승 2회 (1982–83, 1983–84)
- 토토컵: 준우승 2회 (1986-87, 1988–89)
- 토토컵 레우밋: 우승 1회 (2004–05)
- 이스라엘 슈퍼컵: 우승 5회 (1971, 1974, 1978, 1980, 1983)
- UEFA 인터토토컵: 우승 4회 (1978, 1980, 1983, 1984)

## 선수 명단

### 현역
참고: FIFA 자격 규정에 따라 소속된 국가대표팀 국기를 표시합니다. 선수는 복수의 FIFA 비회원국 국적을 가지고 있을 수 있습니다.
| 번호 | 포지션 | 국적       | 이름            |
| ---- | ------ | ---------- | --------------- |
| 20   | MF     | 기니비사우 | 자니우 바이클   |
| 21   | DF     | 카메룬     | 모하메드 데테이 |

| 번호 | 포지션 | 국적 | 이름 |
| ---- | ------ | ---- | ---- |

## 역대 감독
| 감독                  | 임기        |
| --------------------- | ----------- |
| 모르데하이 슈피글레르 | 1982 ~ 1984 |
| 모르데하이 슈피글레르 | 1990 ~ 1992 |
| 로타어 마테우스       | 2008 ~ 2009 |
| 란 코족               |             |
| 마르코 발불           |             |